# Børnerådet
Børnerådet är ett statligt råd i Danmark. Rådet har som syfte att säkerställa att Danmark följer FN:s barnkonvention. Rådet bildades 1994 på försök och har funnits permanent sedan 1997.